# Майк Пенс
Майкъл Ричард „Майк“ Пенс (роден на 7 юни 1959 г. в Кълъмбъс, Индиана) е вицепрезидент на САЩ (2017 – 2021) и губернатор на американския щат Индиана (2013 – 2017). Преди това е член на Камарата на представителите (2001 – 2013). Член е на Републиканската партия.
Роден е в католическо ирландско семейство, става протестант. Придържа се към консервативни възгледи, привърженик е на Чаеното парти. Определя себе си като „християнин, консерватор и републиканец, в този ред", и като католик и евангелист едновременно.
Спечелилият първичните избори на Републиканската партия през 2016 г. Доналд Тръмп го избира за кандидат-вицепрезидент на Републиканската партия на 15 юли 2016 г. След като републиканците печелят президентските избори на 8 ноември 2016 г., Майкъл Пенс заема длъжността вицепрезидент на 20 януари 2017 г.